# Enrique Krzysztofik
Enrique Krzysztofik, en polaco Henryk Krzysztofik (Zachorzev, 22 de marzo de 1908 - Campo de concentración de Dachau, 4 de agosto de 1942), fue un fraile capuchino polaco.

## Primeros años de vida
Enrique (Henryk) Krzysztofik nació el 22 de marzo de 1908 en la aldea de Zachorzev (Polonia), y fue hijo de Józef y Franciszka. Fue bautizado en la parroquia de Slawno (diócesis de Sandomierz) el 9 de abril de 1908 con el nombre de Henry Josef.
Terminada la escuela primaria en el 1927, estudió en el Colegio de San Fidel de los Capuchinos de Lomza. Fue en este contacto con los frailes cuando decide pertenecer a la Orden de los Hermanos Menores Capuchinos de Varsovia. El 14 de agosto de 1927 recibe, en el convento de Nowe Miasto, el hábito capuchino y toma el nombre religioso de Enrique. El 15 de agosto de 1931 emite sus votos temporales y seguidamente fue mandado a los Países Bajos, viviendo en el Convento Capuchino de la Providencia de París, en Breust-Eysden.

## Vocación religiosa
Finalizado sus estudios de Filosofía fue enviado a estudiar la teología a Roma, donde el 15 de agosto de 1931 emite sus votos perpetuos y el 30 de julio de 1933 fue ordenado sacerdote. Por encargo de su superior, prosiguió los estudios superiores en la Facultad de Teología de la Universidad de la Gregoriana, residiendo en el Colegio Internacional de San Lorenzo de Brindis de los capuchinos. En 1935 consiguió la licenciatura en Teología.
De regreso en Polonia fue destinado al convento de Lublin, donde impartió la Teología Dogmática en el seminario religioso de la Orden. Después fue nombrado rector del mismo seminario y vicario del convento.

## Comienzo de la guerra y arresto
Al guardián del convento lublinés, el holandés Gesualdo Wilem (en aquel período los capuchinos polacos eran ayudados de los capuchinos provenientes de los Países Bajos) se le obligó a dejar Polonia y debió renunciar a su puesto de superior. Enrique fue entonces nombrado guardián del convento. En calidad de guardián y al mismo tiempo rector del seminario, se encontraba en una situación delicada. A causa del comienzo de la Segunda Guerra Mundial, el 10 de septiembre de 1939, el curso académico 1939-1940 del seminario inició tarde. Las tropas alemanas avanzaban, y los arrestos se sucedían. El 25 de enero de 1940 la Gestapo alemana arrestó a 23 capuchinos del convento de Lublin y entre ellos al superior, Fray Enrique Krzysztofik, siendo confinados, en primera instancia, en el Castillo de Lublin.

## Traslado a Sachsenhausen
El 18 de junio de 1940 el grupo de religiosos fue trasladado al campo de concentración de Sachsenhausen, próximo a Berlín. Según relata fray Ambrosio Jastrzebki, que convivió con él en el campo, en condiciones bien penosas, se acordó de alguno de nosotros. Cuando en el otoño de 1940 recibió por primera vez algo de dinero compró en el despacho del campo dos panes grandes, lo dividió en 25 porciones -tantas como capuchinos- y les dijo: adelante, hermanos, alimentémonos de los dones del Señor. Sírvanse de lo que tenemos. Fray Ambrogio, definía así aquel gesto fraterno: un gesto noble el suyo, que está en grado de apreciar solo quien ha estado en un campo de concentración. Y sabe cuánta abnegación, o bien digamos heroísmo, se desea para distribuir dos panes cuando se está hambriento y aquello lo devorarías rápidamente a solas.[cita requerida]

## Traslado a Dachau y muerte
El 14 de diciembre de 1940 Enrique, junto al resto de sus hermanos religiosos, fue transferido al campo de concentración de Dachau, donde la fue tatuado el número 22.637. Débil y malenfermo de pie, ayudaba a los otros más débiles, sobre todo a los más ancianos. Fue sostén espiritual de los que sufrían y de los moribundos. Sobrevivió en el campo de concentración solo hasta el verano de 1941. En julio de 1941, la fecha de su completa extenuación que le impedía caminar por sí solo, fue remitido al hospital del campo, a lo que equivalía a una condena de muerte. De aquella fecha resulta aquella carta que remite a sus propios alumnos seminaristas. El mensaje secreto, remitido después por uno de los destinatarios, fray Cayetano Ambrożkiewicz decía así: Estoy pavorosamente flaco... Peso 35 kilos. Me duelen todos los huesos. Estoy tirado en la cama como en la cruz con Cristo. Pero estoy contento de estar y sufrir con él. Ruego y ofrezco a Dios estos mis sufrimientos por vosotros.[cita requerida]
Murió el 4 de agosto de 1942 y fue quemado en el horno crematorio del campo 12.
Su día de conmemoración dentro de la orden capuchina es el 16 de junio. Se le recuerda dentro de la liturgia católica como sacerdote mártir.